# Parco Lezama
Il Parco Lezama (Parque Lezama in spagnolo) è un parco urbano situato nello storico quartiere di San Telmo a Buenos Aires.

## Storia
Si ritiene che la zona occupata dall'odierno parco, un tempo prospiciente al Río de la Plata, fosse il punto in cui l'esploratore spagnolo Pedro de Mendoza avesse compiuto la prima fondazione di Buenos Aires nel 1536.
Nel 1857 i terreni e la casa che vi insisteva furono acquistati dal José Gregorio de Lezama, originario di Salta. Il nuovo proprietario fece restaurare ed ingrandire l'edificio, che divenne una lussuosa dimora, mentre l'area circostante fu trasformata in un parco privato progettato dal paesaggista belga Charles Vereecke il quale provvide ad impiantare i numerosi tipa e jacaranda che ancora adornano l'area. Nel 1894, cinque anni dopo la morte di Lezama, la vedova Ángela de Álzaga vendette tutto il terreno al governo cittadino ad una cifra simbolica e alla condizione che vi realizzasse un parco pubblico dedicato al marito. Due anni dopo il paesaggista francese Charles Thays lanciò il progetto del nuovo parco, dotato di una cancellata, sculture, un belvedere ed un pergolato. Nel 1897 la casa divenne invece la sede del Museo Storico Nazionale.
Negli anni trenta la cancellata venne rimossa e fu eretto il monumento a Pedro de Mendoza.